# Charles Tatham
Charles Tatham (New York, 1854. szeptember 3. – New York, 1939. szeptember 24.) olimpiai ezüstérmes amerikai tőr- és párbajtőrvívó.